# Glottidia pyramidata
Glottidia pyramidata är en armfotingsart som först beskrevs av William Stimpson 1860.  Glottidia pyramidata ingår i släktet Glottidia och familjen Lingulidae. Inga underarter finns listade i Catalogue of Life.